# Ерік Вереншьоль
Е́рік Теодор Ве́реншолл (норв. Erik Theodor Werenskiold; 11 лютого 1855, Ейдског — 23 листопада 1938, Осло, Норвегія) — норвезький художник, графік, ілюстратор.

## Біографія
Ерік Вереншолл народився в комуні Ейдског, виріс у Конґсвінґері, де почав у 1872 році навчатися живопису. Від 1874 року навчався в Осло, а в наступному, 1875 році переїхав до Мюнхена, продовживши свої художні студії.
Натхненний французьким живописом і натуралістським рухом, вирушив у 1881 році до Парижа.
У 1882 році повернувся до Норвегії. У цьому ж році разом з колегами, іншими норвезькими митцями — Фрітцом Тауловом і Кристіаном Крогом (Christian Krohg) узяв участь в організації першої норвезької «Виставки національного мистецтва» (також відома під назвою Høstutstillingen «Осінній показ»).
Помер в Осло 23 листопада 1938 року.

## Творчість
Ерік Вереншолл — автор жанрових картин, що зображають норвезьке селянство, портретів (Б. Б'єрнсона, Генріка Ібсена та інших діячів норвезької культури), пейзажів тощо.
Ерік Вереншолл також є найвідомішим ілюстратором збірок норвезьких народних казок П. Асб'єрнсена і Й. Му і давніх саг і віршів ісландського поета Сноррі Стурлусона.

## Обрана галерея творів

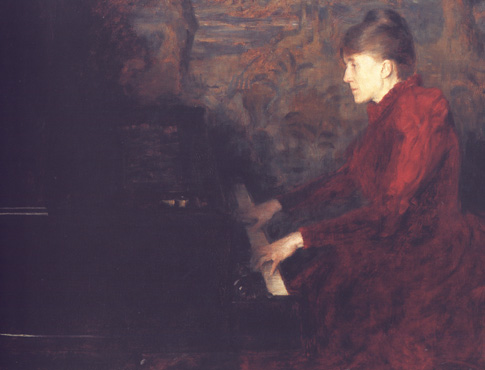
Портрет піаністки Еріки Ніссен (1892), Національна галерея, Осло
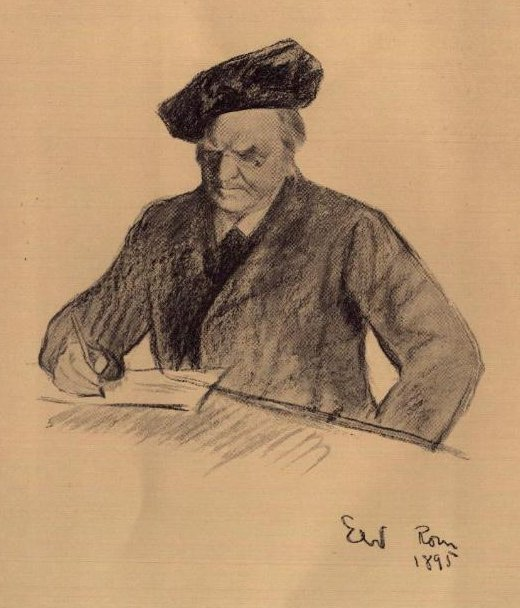
Малюнок Б’єрнстьєрне Б’єрнсона, 1895
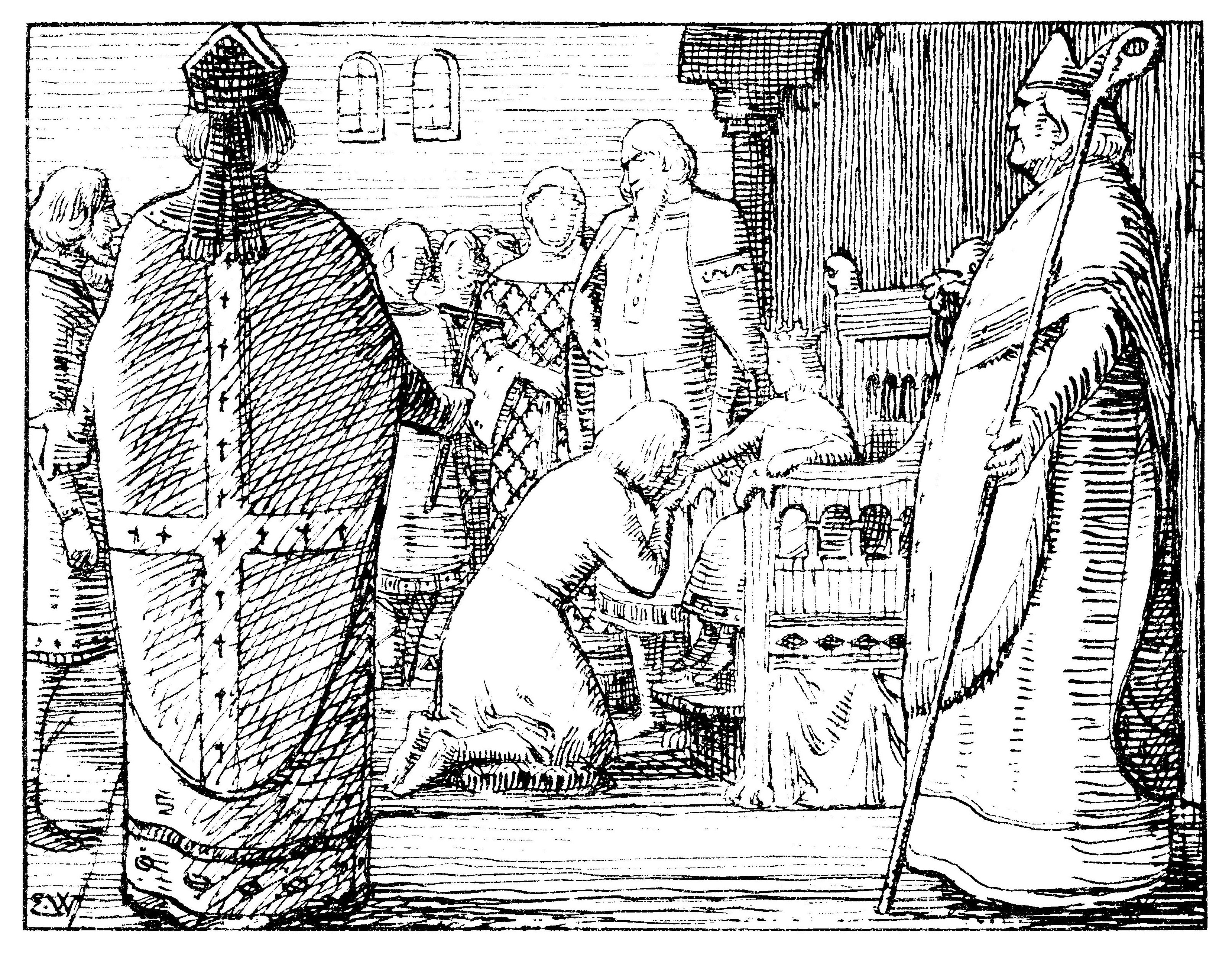
Ілюстрація до давніх саг
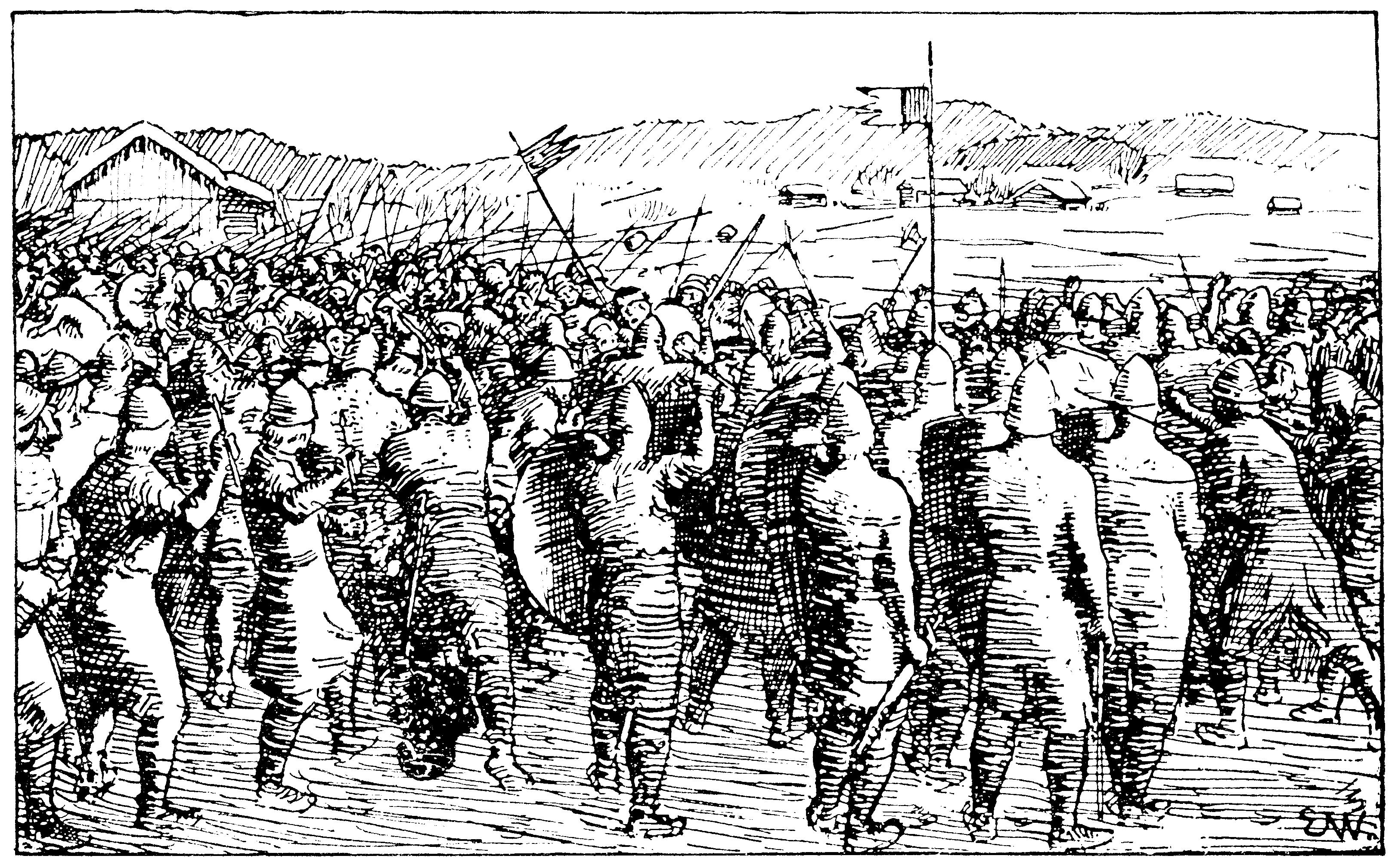
Ілюстрація до давніх саг